# 370 f.Kr.

## Händelser

### Efter plats

#### Grekland
- Kleomenes II efterträder sin bror Agesipolis II som agiadisk kung av Sparta.
- Spartanerna invaderar, under kung Agesilaios II:s befäl, Arkadien. Efter att förgäves ha vädjat till atenarna om hjälp vänder sig arkadierna till Thebe. Epaminondas från Thebe anländer med en armé, finner att spartanerna har dragit sig tillbaka och förföljer dem.
- Med stöd från Thebe färdigställs den arkadiska huvudstaden Megalopolis och ett demokratiskt system installeras, med en församling med tiotusen medlemmar och ett råd med femtio.
- Thessaliens tyrann Jason av Ferai dör efter att ha gjort Thessalien till en mäktig kraft inom grekisk politik.

### Efter ämne

#### Konst
- Skulptören Praxiteles inleder sin aktiva karriär i Aten (omkring detta år).

#### Matematik
- Eudoxos från Knidos utvecklar exhaustionsmetoden för att matematiskt kunna bestämma arean under en kurva.

## Födda
- Marcus Valerius Corvus, romersk krigshjälte
- Theofrastos, grekisk filosof, stammande från Eressos på Lesbos, Aristoteles efterträdare inom den Peripatetiska skolan (död omkring 285 f.Kr.)
- Stateira II, persisk drottning

## Avlidna
- Agesipolis II, kung av Sparta sedan 371 f.Kr.
- Demokritos, grekisk filosof
- Hippokrates från Kos, grekisk läkare (född omkring 460 f.Kr.)
- Jason av Ferai, thessalisk tyrann